# Swamithope
Swamithope es una pequeña población costera situada en el extremo sur de la India, a pocos kilómetros al sudeste de Nagercoil, capital del distrito de Kanyakumari, en el estado de Tamil Nadu. 
Antiguamente, esta pequeña localidad se llamaba Tamarikulam, pero al convertirse en el lugar de origen de la religión Ayyavazhi en el siglo XIX adoptó el nombre de Swamithoppu, sinónimo de Swamithope.

## Lugares sagrados
Numerosos peregrinos visitan el Swamithope pathi, el templo donde vivió Ayya Vaikundar, fundador de la religión, en el que se guardan recuerdos de su vida, como un bastón de ratán y unas sandalias de madera. 
Hay un pozo muy conocido, el Muttirikkinaru o Muthiri kinaru, debido a que fue el primero en permitir el uso del agua por parte de todas las castas en el sur de la India, a unos 300 metros del principal pathi, “el lugar donde está Dios”, como llaman los ayyavazhi a sus templos. 
Otros lugares sagrados para los devotos de esta religión en la región son el pozo de Paal Kinaru; la colina de Marunthuvazh Malai, donde vivió Vaikundar y que se considera sanadora; la localidad de Muttappathi, donde Vaikundar indujo a sus seguidores a ser vegetarianos, comiendo una sola vez al día arroz y judías Mung; Tamaraikulampathi, lugar de nacimiento de Hari Gopalan, llamado Sahadevan por Vaikundar, y que escribió el libro sagrado Akilathirattu; Ambalappathi, donde Vaikundar se manifestó como Shivá y asumió los poderes divinos, y Poo Pathi, donde Vaikunda se une a Poomadanthai, manifestación de Bhoomadevi, la diosa tierra.

## Celebraciones
La asistencia de devotos aumenta cada primer domingo de los meses tamil, durante el Muthal Kizhamai. El festival más importante es el Ayya Vaikunda Avatharam, día de la encarnación de Vaikundar desde el mar en Tiruchendur. En todo Tamil Nadu se celebran festividades ese día, con dos importantes procesiones, una desde Tiruchendur y otra desde Thiruvananthapuram, que se juntan en Nagercoli y se encaminan unidas hasta Swamithoppe. Otra celebración importante en esta ciudad es el Nitham Tirunal, celebrado a diario, que consiste en circunvalar el palliayarai, sancta santorum del templo principal.
- Datos: Q7653307